# هوارد (کلرادو)
هوارد (به انگلیسی: Howard) یک منطقهٔ مسکونی در ایالات متحده آمریکا است که در شهرستان فرمونت، کلرادو واقع شده‌است. هوارد ۴۳٫۴ کیلومتر مربع مساحت و ۷۲۳ نفر جمعیت دارد و ۲٬۰۴۷ متر بالاتر از سطح دریا واقع شده‌است.